# Johnny Schenk
Johnny Schenk fue un violinista estadounidense de jazz tradicional, originario de Nueva Orleans, que tuvo una banda de cierto renombre entre 1893 y 1898, en los orígenes del jazz.
Se desconocen sus fechas de nacimiento y fallecimiento, y los datos existentes sobre él provienen de las informaciones transmitidas por Manuel Mello en las investigaciones sobre el origen del jazz realizadas por la "National Jazz Foundation". Dirigía una banda integrada, además de él mismo, por el cornetista Batt Steckler, el guitarrista John Weinmusson y el contrabajista y tubista Albert Bix. Con ella actuaba en fiestas, bailes y, sobre todo, en el Mardi Gras en Nueva Orleans.